# Guanghan

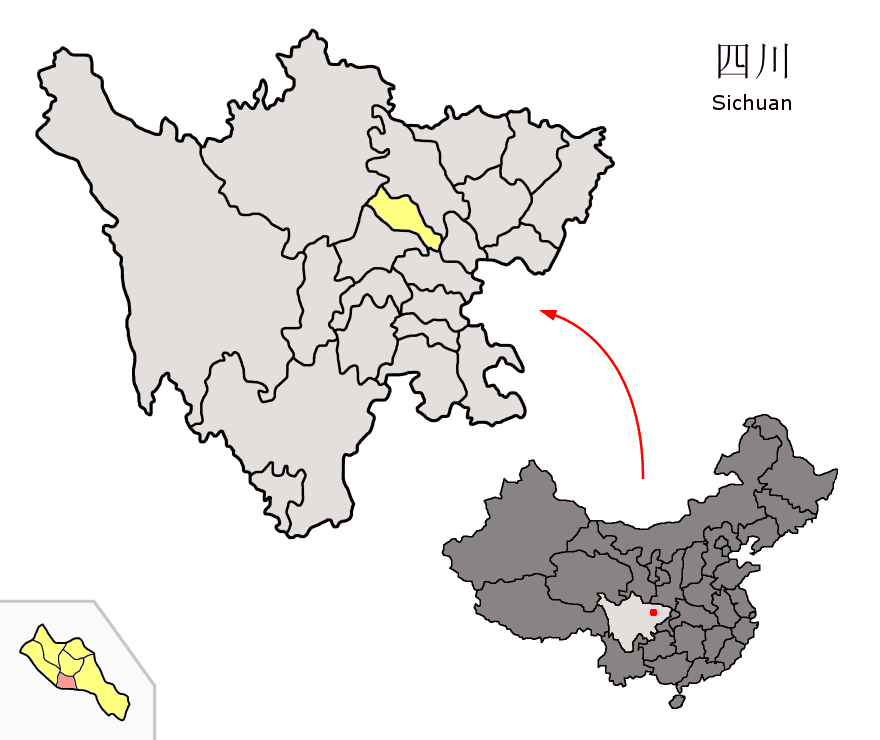
Lage von Guanghan (pink) im Kreis Deyang (gelb).

Guanghan (chinesisch 广汉市, Pinyin Guǎnghàn Shì) ist eine kreisfreie Stadt der bezirksfreien Stadt Deyang in der chinesischen Provinz Sichuan. Die Fläche beträgt 456,2 Quadratkilometer und die Einwohnerzahl 626.132 (Stand: Zensus 2020). 1999 zählte Guanghan 579.579 Einwohner.
Die Stätte Sanxingdui steht seit 1988 auf der Liste der Denkmäler der Volksrepublik China (3-200).

## Persönlichkeiten
- Li Xuemei (* 1977), Sprinterin